# Буровка (Сумская область)
Буровка (укр. Бурівка) — село,
Боровеньковский сельский совет,
Лебединский район,
Сумская область,
Украина.
Код КОАТУУ — 5922980802. Население по переписи 2001 года составляло 66 человек .

## Географическое положение
Село Буровка находится в балке Трюханов Яр.
На расстоянии в 1 км расположены сёла Крутое и Буро-Рубановка (Ахтырский район), в 2-х км — село Семёновка.
По селу протекает пересыхающий ручей с запрудой.